# Orgulje varaždinske katedrale
Prve orgulje u varaždinskoj katedrali postavljene 1649. izgorjele su 1665., nakon čega su nabavljene nove. Te druge orgulje zamijenjene su 1747. novima koje je izgradio varaždinski orguljar Josip Papa ml. Nakon što su te dotrajale od J. Brandla u Mariboru naručene su nove, s tim da su ostavljeni stari ormari i pozitiv koji je služio kao ukras. Od 1988. do 1998. graditelj orgulja Wolfgang Julius Braun gradio je današnje orgulje, koje imaju 52 zvučna registra i veliki broj slobodnih kombinacija i spojeva. Na novom trodijelnom prospektu ostavljen je i nadalje stari središnji ormar iz 18. stoljeća.
Orguljaš varaždinske katedrale je Anđelko Igrec.

## Tehnički podaci
Graditelj: Wolfgang Julius Braun

Godina gradnje (Opus): 1988. – 1998.

Veličina: 52 registra

Opseg manuala:  C - g3

Opseg pedala:  C - f1

Spojevi:

sviraonik na pjevalištu: I-Ped, II-Ped, III-Ped, II-I, III-I, III-II, Sub II-I (II-I, III-I i Sub II-I je moguće spojiti mehaničkim i električnim putem)

sviraonik kod oltara: I-Ped, Sup I-Ped, II-Ped, Sup II-Ped, SupSup II-Ped, II-I, Sub II-I,

Sub II, Sup II-I, Sup II, III-Ped, Sup III-Ped, III-I, Sub III-I, Sup III-I (sve rukom i nogom)

Pomagla:

uključivanje i isključivanje spojeva nogom, isključivanje svakog pojedinog jezičnjaka,

Tremulant (II i III manual), žaluzije (II manual), Crescendo, Piano Ped,

1280 slobodnih kombinacija pomoću digitalnog uređaja,

el. puhalo

Sustav:

mehanički (podno orgulja) te električni (kod oltara) svirni prijenos,

električni registarski prijenos,

zračnice s kliznicama

### Dispozicija
| I Manual           | II Manual       | III Manual         | Pedal             |
| Gemshorn 16'       | Fugara 8'       | Geigenprinzipal 8' | Prinzipalbass 16' |
| Prinzipal 8'       | Bourdon 8'      | Metallgedackt 8'   | Violonbass 16'    |
| Gedackt 8'         | Salicional 8'   | Prinzipal 4'       | Subbass 16'       |
| Gamba 8'           | Waldflöte 4'    | Rohrflöte 4'       | Quintbass 10 2/3' |
| Flauta major 8'    | Traversflöte 4' | Oktave 2'          | Oktavbass 8'      |
| Quinte 5 1/3'      | Gamba 4'        | Quinte 1 1/3'      | Flötenbass 8'     |
| Hohlflöte 4'       | Nazard 2 2/3'   | Sesquialter 2 f    | Cello 8'          |
| Oktave 4'          | Blockflöte 2'   | Cymbel 3 f         | Terzbass 6 2/5'   |
| Superoktave 2'     | Terz 1 3/5'     | Vox humana 8'      | Quintbass 5 1/3'  |
| Rauschquinte 2-3 f | Mixtur 4 f      | Cromorne 8'        | Choralbass 4'     |
| Hörnle 2 f         | Unda maris 8'   |                    | Terz 3 1/5'       |
| Mixtur 5 f         | Oboe 8'         |                    | Hintersatz 4 f    |
| Cornett 5 f        |                 |                    | Posaune 16'       |
| Fagott 16'         |                 |                    | Trompete 8'       |
| Trompete 8'        |                 |                    | Klarine 4'        |

## Vanjske poveznice
|  | Zajednički poslužitelj ima još gradiva o temi Orgulje varaždinske katedrale |